# Maria José Elices Marcos
Maria José Elices Marcos (Alba de Tormes, província de Salamanca, 1963) és una política catalana d'origen lleonès, senadora per Tarragona en la VIII Legislatura.

## Biografia
Diplomada en màrqueting, és vocal del Comitè Executiu de la Cambra Oficial de Comerç i Indústria de Tarragona i de la Confederació Empresarial de Tarragona, i vicepresidenta de la Societat d'Estudis Econòmics de Tarragona.
Militant del PSC-PSOE, del 1999 al 2007 va ser consellera de Tarragona. També va ser Consellera de l'Empresa Municipal de Desenvolupament Econòmic (1999-2003) i consellera del Port de Tarragona (1999-2000). Consellera d'Espimsa (1999-2003) i directora comercial d'Empresa de Serveis i Logística. El 2004 fou escollida senadora de la circumscripció de Tarragona per l'Entesa Catalana de Progrés a les eleccions generals espanyoles de 2004.
El 2009 es va veure embolicada en una polèmica per la seva vinculació amb la fundació Maia, acusada de cercar subvencions públiques per a l'agència de detectius Método 3.